# Quartier du Parc Nord (Nanterre)
Le Parc Nord est un des dix quartiers de la ville de Nanterre, dans les Hauts-de-Seine.

## Géographie
Le quartier se situe dans l'est de la ville. Il est entouré par Puteaux, Courbevoie et La Garenne-Colombes à l'est, le quartier du Petit-Nanterre au nord, le quartier de l'Université à l'ouest et le quartier du Parc Sud au sud.

## Histoire
Au début du XXe siècle, cet endroit, qui va du mont Valérien jusqu'à la Seine à l'ouest, est peu urbanisé. La plaine de Nanterre est surtout composée de jardins et cultures maraîchères, de prairies où paissent vaches et moutons.
Dans les années 1950, de  nombreux travailleurs immigrés s'installent dans les lieux sans l'eau, ni sanitaires. Cette population représente 10 % de la population de la ville à l'époque.
Le Parc André-Malraux et le quartier furent aménagés dans les années 1970.

## Morphologie du quartier
Mitoyen du parc-départemental André-Malraux, le quartier du Parc Nord se compose de grands ensembles d'habitat collectif : Vallona, Liberté (architecte : Jacques Kalisz), Egalité, Fraternité, Central Parc, surtout en copropriété, avec environ 40% de logements sociaux. Ces bâtiments ont été construits en une trentaine d’années.
En 2011 a débuté le réaménagement du secteur du Croissant. Le secteur des Grous est appelé à devenir le onzième quartier de Nanterre (70 ha : 4 500 logements prevus pour 2030).
L’école de danse de l’Opéra de Paris y est installée et l’ancienne École d’architecture construite sur les plans des architectes Jacques Kalisz et Roger Salem en 1972 y attend sa réhabilitation. En octobre 2017, l’Arena, équipement sportif et culturel réalisé sur les plans de l'architecte Christian de Portzamparc, a ouvert ses portes.
C'est dans ce quartier que sont situés :
- la Préfecture des Hauts-de-Seine
- le Tribunal de grande instance
- la Gare de Nanterre - Préfecture

### Sport
Dans le quartier Picasso, se situe le Stade Jean Guimier dans lequel évolue l'équipe de football américain de Nanterre les White Sharks.
Sur ce stade, on peut aussi pratiquer du rugby à XIII au sein du club de NANTERRE 92 Rugby League, les Hussards, qui évolue dans cette enceinte depuis 2003.
Il accueille depuis son ouverture en octobre 2017 l'Arena 92.

### Enseignement
Le quartier dispose des écoles Pablo Neruda, Maxime Gorki et Elsa Triolet et du collège Paul Éluard.

## Sociologie du quartier
En tant que quartier prioritaire, le Parc-Nord compte 12 999 habitants en 2018 avec un taux de pauvreté de 39 %, contre environ 10 % pour la métropole du Grand Paris. Près de 38 % de la population est âgée de moins de 25 ans. Avec plus de 95 % de logements sociaux, ils représentent presque l'intégralité des habitations du quartier.
25,8 % des habitants ont moins de 19 ans (commune de Nanterre : 27,9%)
9,1% des habitants ont plus de 65 ans (commune de Nanterre : 9,7%).